# Polytaenium brasilianum
Polytaenium brasilianum là một loài dương xỉ trong họ Pteridaceae. Loài này được Desv. Benedict mô tả khoa học đầu tiên năm 1911.